# La Mirada (Kalifornija)
La Mirada je grad u američkoj saveznoj državi Kalifornija. Prema popisu stanovništva iz 2010. u njemu je živjelo 48.527 stanovnika.